# Bandera d'Oman
La bandera d'Oman conté tres colors horitzontals (blanc, vermell i verd) i una banda vermella vertical a l'esquerra, que conté l'emblema nacional d'Oman a la part superior.
- El blanc representa la pau i la prosperitat.
- El vermell és símbol de la lluita contra l'invasor.
- El verd representa la fertilitat del país i de la muntanya.

Fou adoptada el 17 de desembre de 1970.